# グランパスExpress
『グランパスExpress』（グランパスエクスプレス）は、1993年から2010年9月28日まで東海テレビで放送された名古屋グランパスの応援番組。通称「GEX」（ゲックス）。
撮って出しによる収録番組で、収録のやり直しは無かった。シーズンオフには放送を休止していた。シーズン中には名古屋グランパスの選手がスタジオ出演することもあった。スタート時には毎週放送の30分番組だったが、後に放送時間15分に縮小された。番組は2004年3月をもって一旦終了したが、視聴者からの反響を受けて同年8月から隔週30分番組として再開された。また、同局土曜午前の情報番組『スーパーサタデー』においても、不定期（シーズン開始直後など）ながらグランパスコーナーが設けられていた。

## 放送時間
- 第2・4火曜 25:10 - 25:40 （2007年10月 - 2008年8月）
- 第2・4火曜 25:05 - 25:35 （2008年9月 - 2010年9月）

## 出演者

### レギュラー出演者
- 小田島卓生（東海テレビアナウンサー） - 初代キャスター。「タッキーニョ小田島」というキャラクターとしても登場し、グランパスに有利な怪しげなデータを持ち出しては次節の試合分析をしていた。
- 市川旨保（当時東海テレビアナウンサー） - 初代アシスタント。
- 宮野久美子（元おニャン子クラブ） - 1997年に出演。
- 杉安広美 - アシスタント。
- 加藤晃（東海テレビアナウンサー） - 番組終了時のキャスター。
- 三浦茉莉（当時東海テレビアナウンサー） - 2007年から2009年12月まで出演。番組内での愛称は「蹴まり」。
- 清水亜里沙（東海テレビアナウンサー） - 番組終了時のアシスタント。2010年4月から同年9月まで出演。

### 不定期出演者
- 沢入重雄 - ジェフ千葉コーチ就任以前にはほぼ毎回番組に出演していた。
- 風間八宏 - 沢入のコーチ就任以後から山口とともに不定期出演。
- 山口素弘 - 沢入のコーチ就任以後から風間とともに不定期出演。
- 望月重良 - 沢入のコーチ就任以後から不定期出演。

### スタジオ出演をしたグランパス選手
- 田中隼磨 - 2010年3月9日放送分に出演。
- 金崎夢生 - 2010年3月9日放送分に出演。
- 小川佳純 - 2010年4月13日放送分に出演。
- 三都主アレサンドロ - 2010年7月13日放送分などに出演。

## 主な番組の流れ
基本的にゲストを招いている回では、出演していない解説者の代わりに彼らに随時コメントを求めていた。
- オープニング・オープニングトーク - ゲストの紹介もここで行っていた。
- 試合結果・その他グランパスの動きなど - 試合結果紹介の際には、最後に次回放送日までの試合日程も紹介していた。
- ミニ特集枠
- プレゼント紹介
- あの人は今… - 2010年7月13日放送分から行われていた企画で、日本各地に点在しているグランパス在籍経験のある人物（現役選手を含む）を、番組スタッフがカメラ片手に訪問取材していた。毎回北海道・東北、関東・甲信越、東海・北陸、関西、中国・四国、九州・沖縄の6つのエリアが書かれたサイコロを振って取材先エリアを決めていた。基本的に取材した人物がサイコロを振り、思いついた中から取材対象者を決めていたが、企画第1回目では加藤が東海テレビのアナウンス部でサイコロを振った。ちなみに第1回目では、徳島ヴォルティスにレンタル移籍した津田知宏を取材した。
- キーワード発表・エンディング